# Les Particularités de la politique nationale
Série
Les Particularités de la chasse nationale pendant l'hiver
(2000)
Pour plus de détails, voir Fiche technique et Distribution.
Les Particularités de la politique nationale (Особенности национальной политики) est un film russe réalisé par Dmitri Meskhiev et sorti en 2003.

## Fiche technique
Sauf indication contraire, les informations mentionnées dans cette section peuvent être confirmées par la base de données cinématographiques IMDb,  présente dans la section « Liens externes ».
- Titre français : Les Particularités de la politique nationale[2]
- Titre original : Особенности национальной политики, Osobennosti natsionalnoy politiki
- Réalisateur : Dmitri Meskhiev
- Scénario : Alexandre Rogojkine
- Photographie : Sergueï Matchilski (ru)
- Musique : Evgueni Fiodorov (ru)
- Producteur : Alexandre Tioutrioumov (ru)
- Société de production : Studio ATK
- Pays de production :  Russie
- Langue de tournage : russe
- Format : Couleurs
- Durée : 83 minutes (1h23)
- Genre : Comédie
- Dates de sortie :
  - Russie : 4 novembre 2003

## Distribution
- Alekseï Bouldakov : Général Ivolguine
- Viktor Bytchkov (ru) : Eguer Kouzmitch
- Semion Strougatchev (ru) : Leva Solovetchik, l'inspecteur de police
- Sergueï Goussinski : L'agent de police
- Alexandre Tioutrioumov (ru) : Kisliouk
- Nina Oussatova : Inna Ousmane
- Sergueï Rousskine (ru) : Sergueï Olegovitch

## SérieLes Particularités...
1. 1995 : Les Particularités de la chasse nationale
2. 1998 : Les Particularités de la pêche nationale
3. 2000 : Les Particularités de la chasse nationale pendant l'hiver
4. 2003 : Les Particularités de la politique nationale